# Andy Hardy lever livet
Andy Hardy lever livet  (engelska: Life begins for Andy Hardy) är en amerikansk film från 1941 i regi av George B. Seitz. Detta var den elfte av en lång rad filmer om Andy Hardy, som spelades av Mickey Rooney. Filmen hade svensk premiär den 7 september 1942.

## Rollista
| Lewis Stone    | – Judge James K. 'Jim' Hardy |
| Mickey Rooney  | – Andrew 'Andy' Hardy        |
| Fay Holden     | – Mrs. Emily Hardy           |
| Ann Rutherford | – Polly Benedict             |
| Sara Haden     | – Aunt Milly Forrest         |
| Patricia Dane  | – Jennitt Hicks              |
| Ray McDonald   | – Jimmy Frobisher            |
| Judy Garland   | – Miss Betsy Booth           |